# Imprensa Oficial do Estado de Minas Gerais

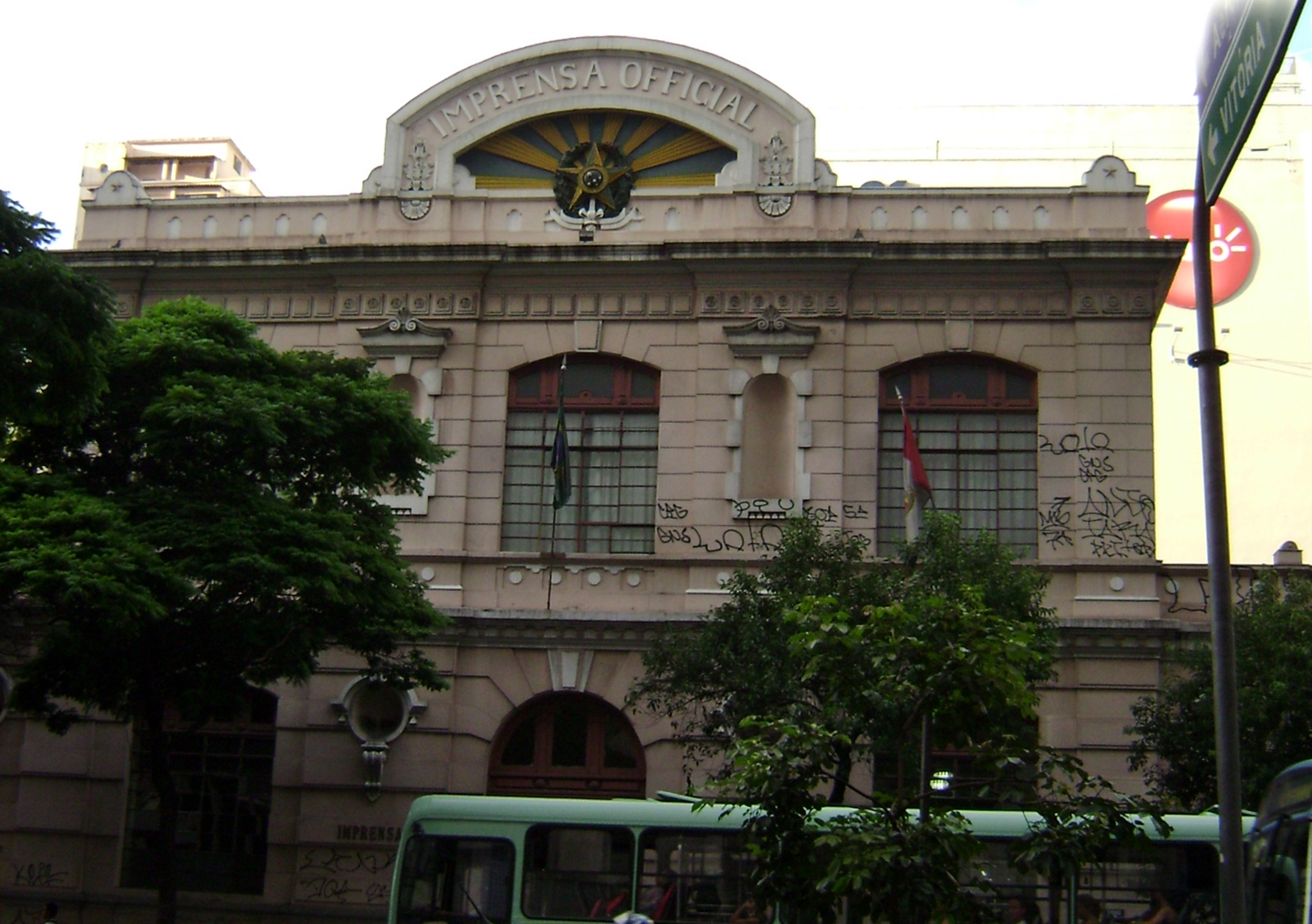
Sede da Imprensa Oficial do Estado de Minas Gerais, em Belo Horizonte.

A Imprensa Oficial do Estado de Minas Gerais é uma autarquia, responsável pela publicação do jornal Minas Gerais, órgão oficial dos Poderes do Estado. Publica ainda formulários, documentos técnicos e impressos em geral para os órgãos e entidades do governo de Minas e para terceiros, bem como edições de natureza cultural.

## História
A fundação da Imprensa Oficial acontece em Vila Rica, atual Ouro Preto, então capital da Província, ainda no período do Brasil Reino, sob a regência do príncipe Dom Pedro, futuro Imperador, em 8 de abril de 1822, sendo seu primeiro administrador o Major Luís Maria da Silva Pinto. Em novembro de 1891, através da Lei Nº 8, implanta-se no antigo Palácio dos Governadores, sede atual da Escola de Minas de Ouro Preto. Com a mudança da capital do Estado para Belo Horizonte, para lá se transfere em 1897, ocupando o prédio em estilo neoclássico da Avenida Augusto de Lima, que até hoje a abriga.